# Рамирес, Сесар
Сесар Рамирес (исп. César Ramírez; 24 марта 1977, Куругуати) — парагвайский футболист, нападающий. Участник чемпионата мира 1998 года.

## Карьера

### Клуб
Рамирес начал свою футбольную карьеру в небольшом аргентинском клубе третьего дивизиона «Спортиво Док Суд». В 1995 году он вернулся в Парагвай и стал футболистом клуба «Серро Кора», где выступал на протяжении 1995—1996 годов.
В январе 1997 года, после двух сезонов, Сесар отправился в Португалию и стал футболистом лиссабонского «Спортинга». Он играл в португальской лиге три сезона, но обычно выходил на замену. В 1997 году Рамирес стал вице-чемпионом страны, также играл с командой в Кубке УЕФА и групповом этапе Лиги чемпионов. 10 декабря 1997 года забил свой единственный гол в Лиге чемпионов в ворота «Льерса». В целом за клуб он сыграл 29 матчей и забил 2 гола.
В течение 1999 года Рамирес играл в Аргентине за «Велес Сарсфилд», после чего подписал контракт с парагвайским клубом «Серро Портеньо», забив семь мячей в 22 матчах в чемпионате 2001 года и помог своей команде стать чемпионом страны. В сезоне 2004 Сесар забил рекордные для себя 13 голов и во второй раз выиграл с командой чемпионат.
В середине 2005 года перешёл в бразильский «Фламенго», где, впрочем, не закрепился и в начале 2007 года вновь вернулся в «Серро Портеньо». Защищал цвета клуба до завершения выступлений на профессиональном уровне в 2010 году, выиграв в 2009 году свой последний титул чемпиона Парагвая. В 2010 году, проведя четыре сезона на высшем уровне, он принял решение завершить карьеру в возрасте 33 лет.

### Сборная
В 1997 году привлекался в состав молодёжной сборной Парагвая и был участником молодёжного чемпионата мира в Малайзии, где сборная не вышла из группы.
В том же году дебютировал и в официальных матчах в составе национальной сборной Парагвая. В следующем году в составе сборной был участником чемпионата мира 1998 года в Франции, где вышел в двух матчах группового этапа против Болгарии и Испании (оба закончились вничью 0:0).
В течение карьеры в национальной команде, которая длилась 10 лет, провёл в форме главной команды страны 17 матчей.

## Достижения
«Серро Портеньо»
- Чемпион Парагвая (4): 2001, 2004, 2005, 2009 А

 «Фламенго»
- Обладатель Кубка Бразилии: 2006